# Дуа, Эммануэль
Эммануэль Дуа (родился 14 ноября 1976 в Кумаси) — ганский футболист, выступавший на позиции нападающего.

## Клубная карьера
После хорошего выступления на юношеском чемпионате мира 1991 года 15-летний Дуа был куплен клубом Серии А, «Торино», наряду с тремя другими товарищами по команде. Он никогда не играл в официальных матчах за итальянский клуб, и также провёл очень трудное время в его следующей команде, «Стандард Льеж» из Бельгии.
После двух лет в Турции с «Адана Демирспор» и «Эскишехирспор» Дуа присоединился к «Мальорке» из испанской Сегунды. Попеременно выходя на поле, он помог команде выйти в Ла Лигу. В своём следующем клубе — также из второго дивизиона — он провёл наиболее продуктивный и стабильный период карьеры. Он играл пять лет за «Униан Лейрия» из Португалии и также достиг повышения в своём дебютном сезоне с клубом, забив 11 голов всего за 18 игр.
Дуа регулярно играл за «Лейрию» в последующих сезонах в элите, но сыграл только в десяти матчах в 2001/02 сезоне (забил три гола), когда Жозе Моуринью вывел клуб в Кубок Интертото после седьмого места в чемпионате. Впоследствии Дуа был уволен и продолжал выступать в Португалии, сыграв два сезона с «Жил Висенте» также в первом дивизионе.
Дуа закончил свою карьеру в 2008 году в почти 32 года после двухлетних периодов игры в Ливане и Израиле.

## Международная карьера
Дуа был членом юношеской сборной Ганы, которая выиграла чемпионат мира 1991 года в Италии, он забил свой единственный гол в турнире в финале против Испании (1:0). В 1993 году он снова играл на мундиале, на этот раз за молодёжную сборную, которая вышла в финал и проиграла там сборной Бразилии.
Дуа представлял основную сборную с 18 лет, он играл на летних Олимпийских играх 1996 и Кубке африканских наций 2002, в 1996 году команда дошла до четвертьфинала, где со счётом 4:2 уступила Бразилии.